# 10544 Хоршнебора
10544 Хоршнебора (10544 Horsnebara) — астероїд головного поясу, відкритий 29 лютого 1992 року.
Тіссеранів параметр щодо Юпітера — 3,613.